# Samurza, Taraclia
Samurza este un sat din componența comunei Cealîc din raionul Taraclia, Republica Moldova.

## Demografie

### Structura etnică
Structura etnică a localității conform recensământului populației din 2004:
| Grup etnic                    | Populație | % Procentaj |
| ----------------------------- | --------- | ----------- |
| Băștinași declarați Moldoveni | 103       | 38,29%      |
| Găgăuzi                       | 85        | 31,60%      |
| Bulgari                       | 33        | 12,27%      |
| Ruși                          | 28        | 10,41%      |
| Ucraineni                     | 11        | 4,09%       |
| Alții                         | 9         | 3,35%       |
| Total                         | 269       |             |